# Боаси Мовоазен
Боаси Мовоазен (фр. Boissy-Mauvoisin) је насељено место у Француској у региону Париски регион, у департману Ивлен.
По подацима из 2011. године у општини је живело 624 становника, а густина насељености је износила 122,11 становника/km².

## Демографија
| 1962. | 1968. | 1975. | 1982. | 1990. | 2011. |
| ----- | ----- | ----- | ----- | ----- | ----- |
| 294   | 255   | 309   | 388   | 471   | 624   |